# Cabrillanes (kommunhuvudort)
Cabrillanes är en kommunhuvudort i Spanien.   Den ligger i provinsen Provincia de León och regionen Kastilien och Leon, i den nordvästra delen av landet, 300 km nordväst om huvudstaden Madrid. Cabrillanes ligger 1 249 meter över havet och antalet invånare är 966.
Terrängen runt Cabrillanes är huvudsakligen kuperad. Cabrillanes ligger nere i en dal som går i öst-västlig riktning. Runt Cabrillanes är det mycket glesbefolkat, med 3 invånare per kvadratkilometer. Närmaste större samhälle är Villablino, 14,0 km väster om Cabrillanes. Omgivningarna runt Cabrillanes är en mosaik av jordbruksmark och naturlig växtlighet.